# Brent Lydic
Brent Lydic ist ein US-amerikanischer Schauspieler, Filmproduzent, Filmregisseur und Drehbuchautor.

## Leben
Lydic studierte von 2001 bis 2004 Medien an der Colorado State University und schloss sein Studium mit einem Bachelor of Liberal Arts ab. Nach seinem Studium debütierte er 2004 in einer Episode der Fernsehserie Navy CIS als Fernsehdarsteller. Es folgten mehrere kleinere Besetzungen in verschiedenen Kurz- und Spielfilmen, unter anderen 2007 in Headless Horseman – Der kopflose Reiter oder 2008 in Big Fat Important Movie. 2013 erhielt er die männliche Hauptrolle des Hänsel im Film Hänsel und Gretel. Die Rolle mimte er zwei Jahre später in der Fortsetzung Hänsel vs. Gretel.
Seit 2006 tritt Lydic auch als Produzent in Erscheinung und produzierte unter anderen die langläufigen Formate Speakeasy: With Paul F. Tompkins, Super-Fan Builds, Man at Arms: Reforged, Pitch Off with Doug Benson. Teilweise übernahm er zusätzlich Tätigkeiten als Regisseur. Als Drehbuchautor schrieb er die Geschichte der Fernsehfilme Culty und Dos Padres TV, die Handlung der Kurzfilme Bullet & the Bee und 2020 sowie für den Spielfilm Spirit Quest.

## Filmografie (Auswahl)

### Schauspiel
- 2004: Navy CIS (NCIS, Fernsehserie, Episode 2x08)
- 2006: Wasted
- 2007: Headless Horseman – Der kopflose Reiter (Headless Horseman)
- 2008: Flu Bird Horror (Fernsehfilm)
- 2008: Big Fat Important Movie (An American Carol)
- 2009: Chrome Angels
- 2010: Para-Homeless Activity (Kurzfilm)
- 2010: 3B (Kurzfilm)
- 2011: Bullet & the Bee (Kurzfilm)
- 2011: Bromancing the Phone (Kurzfilm)
- 2013: Hänsel und Gretel (Hansel & Gretel)
- 2013: Rest for the Wicked (Miniserie, 3 Episoden)
- 2013: ChupaCobra (Kurzfilm)
- 2013: The OMEn Chronicles (Kurzfilm)
- 2015: Hänsel vs. Gretel (Hansel vs. Gretel)
- 2016: Interns of F.I.E.L.D. (Fernsehserie, Episode 1x06)
- 2016: Fortune Cookie
- 2018: Culty (Fernsehfilm)
- 2019: Dos Padres TV (Fernsehfilm)
- 2019: 2020 (Kurzfilm)
- 2021: Spirit Quest

### Produktion
- 2006: Wasted
- 2011: Bullet & the Bee (Kurzfilm)
- 2011: The Waiter Anthem (Kurzfilm)
- 2011: Bromancing the Phone (Kurzfilm)
- 2013: The Big Lug (Kurzfilm)
- 2013: ChupaCobra (Kurzfilm)
- 2013–2015: Speakeasy: With Paul F. Tompkins (Fernsehserie, 12 Episoden)
- 2014: Our RoboCop Remake
- 2014: Man at Arms (Fernsehserie, 4 Episoden)
- 2014–2015: Super-Fan Builds (Fernsehserie, 11 Episoden)
- 2014–2018: Man at Arms: Reforged (Fernsehserie, 94 Episoden)
- 2016: Interns of F.I.E.L.D. (Fernsehserie, 8 Episoden)
- 2016: Smosh (Fernsehserie, 3 Episoden)
- 2016–2017: Super-Fan Builds (Fernsehserie, 2 Episoden)
- 2016–2017: Pitch Off with Doug Benson (Fernsehserie, 16 Episoden)
- 2017: Screen Junkies Roasts (Fernsehserie, 2 Episoden)
- 2017: Man at Arms: Art of War (Fernsehserie, 8 Episoden)
- 2018: Grade A Kitchen (Fernsehserie, 5 Episoden)
- 2018: Family of Champions (Fernsehserie, 5 Episoden)
- 2018: Pixville Nightly (Fernsehserie, 5 Episoden)
- 2018: Culty (Fernsehfilm)
- 2019: Dos Padres TV (Fernsehfilm)* 2019: 2020 (Kurzfilm)
- 2021: Spirit Quest

### Regie
- 2014: The Screen Junkies Show (Fernsehserie, Episode 4x31)
- 2014–2015: Super-Fan Builds (Fernsehserie, 11 Episoden)
- 2014–2017: Man at Arms: Reforged (Fernsehserie, 30 Episoden)
- 2017: Pitch Off with Doug Benson (Fernsehserie, 6 Episoden)
- 2018: Grade A Kitchen (Fernsehserie, 5 Episoden)
- 2018: Pixville Nightly (Fernsehserie, 5 Episoden)
- 2019: Dos Padres TV (Fernsehfilm)
- 2019: 2020 (Kurzfilm)
- 2021: Spirit Quest

### Drehbuch
- 2011: Bullet & the Bee (Kurzfilm)
- 2018: Culty (Fernsehfilm)
- 2019: Dos Padres TV (Fernsehfilm)
- 2019: 2020 (Kurzfilm)
- 2021: Spirit Quest